# 3635 Kreutz
3635 Kreutz è un asteroide areosecante. Scoperto nel 1981, presenta un'orbita caratterizzata da un semiasse maggiore pari a 1,7946710 UA e da un'eccentricità di 0,0844553, inclinata di 19,22250° rispetto all'eclittica.
L'asteroide è stato così chiamato in onore dell'astronomo tedesco Heinrich Kreutz.